# Rue Louis Socquet
Pour les articles homonymes, voir Louis et Socquet.
La rue Louis Socquet (en néerlandais : Louis Socquetstraat) est une rue bruxelloise de la commune de Schaerbeek qui va de la rue Paul Hymans à la rue des Compagnons.

## Histoire et description
Cette rue porte le nom d'un homme politique schaerbeekois, Louis Socquet, né à Nethen le 25 juillet 1863 et décédé à Etterbeek le 14 novembre 1921.
La numérotation des habitations va de 3 à 67 pour le côté impair, et de 22 à 66 pour le côté pair. C'est une rue formée d'un seul tronçon très calme, car elle ne se trouve pas sur le trajet des voitures en transit.